# Quiet Lake
Quiet Lake är en sjö i Kanada.   Den ligger i territoriet Yukon, i den västra delen av landet, 4 000 km väster om huvudstaden Ottawa. Quiet Lake ligger 802 meter över havet.
Trakten runt Quiet Lake är nära nog obefolkad, med mindre än två invånare per kvadratkilometer.